# Funkmetal
Funkmetal, funk metal, funkcore of thrash funk, is een metalgenre met funky basgitaar- en gitaarpartijen.
De term wordt evenzeer gebruikt voor funky rock, niet te verwarren met funkrock, en is een (meestal) softe, alternatieve metalvariant.
De bands in dit genre die duidelijk onder de algemene noemer metal behoren, worden vaak ook geplaatst onder de titel alternatieve metal.

## Funkmetalbands
Onderstaande bands spelen onder andere funkmetal:
- Extreme
- Faith No More
- Incubus
- Infectious Grooves
- Primus
- Rage Against the Machine
- Red Hot Chili Peppers